# Panaon
Panaon é um município de  quinta classe de renda municipal (d) na província Misamis Ocidental, nas Filipinas. De acordo com o censo de 1 de maio  de  2020 possui uma população de 10 797 pessoas e 2 681 domicílios.